# La sposa perfetta
La sposa perfetta è stato un reality show andato in onda su Rai 2 dal 4 aprile al 6 giugno del 2007, condotto da Cesare Cadeo e Roberta Lanfranchi, con la collaborazione di Manuel Casella (che ha presentato le strisce quotidiane).

## Il programma
Questo reality basato sul format statunitense Momma's Boys andato in onda sulla NBC cerca di fare in modo che alcuni ragazzi single, grazie anche all'aiuto delle rispettive madri, trovino una fidanzata (e presumibilmente futura sposa) all'interno di un gruppo di ragazze, anch'esse single.
Il ruolo delle madri è, da un lato, quello di consigliare i figli riguardo alle loro eventuali relazioni sentimentali con le ragazze e, dall'altro, quello di osservare queste ultime e relazionarsi con loro al fine di giudicare se siano più o meno adatte ai propri figli e se possano essere eventuali brave mogli.
Per tutto il corso del reality le ragazze convivono con le madri dei ragazzi in una villa, mentre i figli vivono in una dépendance in separata sede. Non mancano, comunque, momenti di incontro e di breve convivenza tra ragazzi e ragazze e tra madri e figli.
L'eliminazione di parte dei concorrenti avviene su nomination diretta o su televoto, dopo svariati meccanismi di gioco.
La sera della finale il televoto decreta la ragazza vincitrice: se nel corso del programma la ragazza in questione non ha trovato un compagno tra i ragazzi partecipanti ed è rimasta single, consegue la vittoria da sola e si aggiudica un montepremi di 100.000 Euro; se invece ha instaurato un legame affettivo con un concorrente, divide la propria vittoria con quest'ultimo e i due si aggiudicano 125.000 euro a testa.
La prima ed unica edizione è stata vinta dalla coppia formata da Alessia Mancarella e da Claudio Paselli.

## Concorrenti
- Madre - Figlio:
  - Fiorenza Scalambra - Demis D'Agostino
  - Giovanna Mastrogiacomo - Marco Carpentieri
  - Rosa Zammariello - Vittorio Martire
  - Emanuella Zichella - Andrea Marzano
  - Ambra Marina - Massimiliano Muzio (2º classificato)
  - Teresa Pappalardo - Claudio Paselli (vincitore)
- Ragazze:
  - Alessia Mancarella (vincitrice)
  - Federica Ferrero (2ª classificata)
  - Simona Cerizza
  - Fernanda Cesareo
  - Aida Nasser
  - Sara Pistore[1]
  - Angy Ribeiro
  - Airin Cvetkova
  - Luana Chagas
  - Dolores Di Lella
  - Laura Bertocco